# Rise Up (chanson d'Yves Larock)
Pour les articles homonymes, voir Rise Up.
Singles de Yves Larock
By Your Side
(2008)
Pistes de Rise Up
Say Yeah!
(2)
Rise Up est une chanson du DJ et compositeur suisse Yves Larock sortie le 19 juin 2007  sous le label Universal Licensing Music. Interprété par le chanteur Jaba, il s'agit du 1er single extrait de son premier album studio du même nom Rise Up, la chanson a été écrite par Yves Cheminade, Jaba Gawan Seiler, Pascal Brunkow et produite par Yves Larock. La chanson a rencontré un grand succès en Europe, se classant dans le top 10 dans de nombreux pays la Belgique, la France, les pays-Bas, la Finlande, l'Italie, le Portugal, la Roumanie, Malte et la Russie.

## Liste des pistes
Téléchargement digital
1. Rise Up (radio edit)

CD single
1. Rise Up (radio edit)
2. Rise Up (vandalism remix)

EP
1. Rise Up (radio edit)
2. Rise Up (Raul Rincon remix)
3. Rise Up (extended mix)
4. Rise Up (Harry « Choo Choo » Romero remix)
5. Rise Up (Harry « Choo Choo » Romero dub)

## Classement par pays
| Classement (2007)                       | Meilleure position |
| --------------------------------------- | ------------------ |
| Belgique (Flandre Ultratop 50 Singles)  | 10                 |
| Belgique (Wallonie Ultratop 50 Singles) | 29                 |
| Pays-Bas (Nederlandse Top 40)           | 5                  |
| Finlande (Suomen virallinen lista)      | 3                  |
| France (SNEP)                           | 8                  |
| Grèce Classement single                 | 1                  |
| Irlande Irish Singles Chart             | 31                 |
| Italie (FIMI)                           | 4                  |
| Roumanie Top 100 Classement single      | 1                  |
| Russie Classement single                | 4                  |
| Suède (Sverigetopplistan)               | 32                 |
| Suisse (Schweizer Hitparade)            | 16                 |
| Royaume-Uni UK Singles Chart            | 13                 |

| Classement de fin d'année (2007)      | Position |
| ------------------------------------- | -------- |
| Belgique (Flandre) Classement single  | 73       |
| Pays-Bas Classement single            | 29       |
| France Classement Airplay             | 51       |
| France Club Chart                     | 48       |
| France TV Music Videos Chart          | 105      |
| France Classement single              | 80       |
| Suisse Classement single              | 85       |
| Classement de fin d'année (2008)      | Position |
| Belgique (Wallonie) Classement single | 99       |
| Suisse Classement single              | 47       |